# Marian Kozicki
Marian Kozicki, né le 5 avril 1941 à Brody dans la voïvodie de Grande-Pologne en Pologne, est un cavalier polonais de saut d'obstacles.

## Carrière
Marian Kozicki participe aux Jeux olympiques d'été de 1968 à Mexico avec le cheval Braz et aux Jeux olympiques d'été de 1976 à Munich avec le cheval Bronz, sans accomplir de résultats notables (aucun classement au-dessus de la 12e place). 
Huitième en saut d'obstacles individuel, il remporte la médaille d'argent avec Jan Kowalczyk, Janusz Bobik et Wiesław Hartman aux Jeux olympiques d'été de 1980 à Moscou, sur sa monture Bremen.